# Nintendo DS Browser
O Nintendo DS Browser é uma versão do navegador de internet Opera para o uso no Nintendo DS, desenvolvido pela Opera Software e Nintendo. O Nintendo DS Browser vem em versões diferentes para Nintendo DS e para Nintendo DS Lite; isso é devido a diferença de tamanho nos cartuchos de expansão de memória usado pelo navegador. Foi primeiramente lançado no Japão em 24 de Julho de 2006. O lançamento na Europa foi no dia 6 de Outubro de 2006.
O Nintendo DS Browser utiliza totalmente a tela sensível ao toque do Nintendo DS para navegação e para reconhecimento de caligrafia e memorização de frases. No entanto, o browser não suporta flash, PDF, ou áudio e vídeo. E a capacidade do expansor de memória é de apenas 8MB.
O navegador se conecta a internet através de uma conexão de internet sem fio IEEE 802.11 ou hotspots utilizando a capacidade Wi-Fi do Nintendo DS.
Em 29 de Agosto de 2006, a empresa de segurança a internet Astaro lançou um comunicado anunciando que fez uma parceria com a Nintendo para a integração de uma tecnologia de filtro para o Nintendo DS Browser. Chamado de Astaro Parental Control, a tecnologia atua como proxy, provendo a opção de bloqueio de conteúdos impróprios.

## Críticas

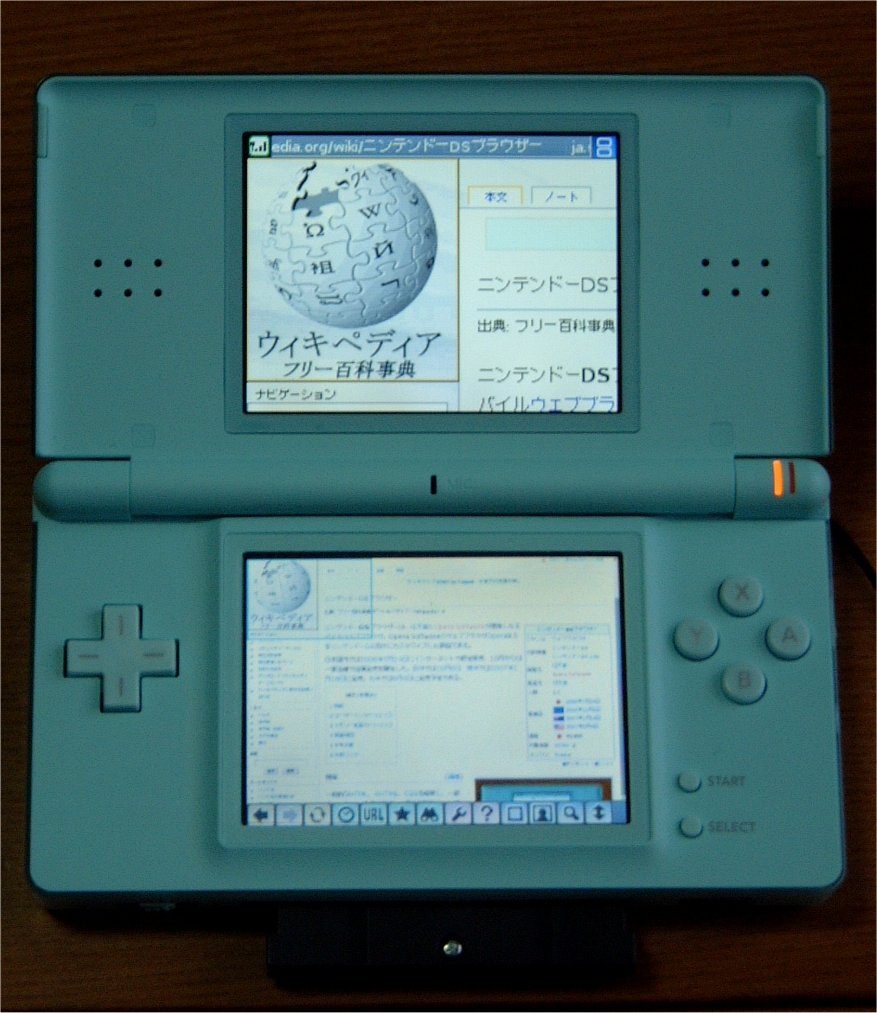
Página da Wikipédia no Nintendo DS Browser.

O IGN testou o navegador e o criticou dizendo que "não é uma boa alternativa de navegação", e que "é mais frustrante de usar do que divertido e funcional", e que "Sim, o Nintendo DS agora surfa na internet. Mas depois de testá-lo, você provavelmente não vai querer que ele o faça." Eles também disseram que "o navegador não suporta vários padrões da internet: nada de flash, nada de arquivos de vídeo, nenhum imagem que não seja .GIF e .JPG (e possivelmente .PNG) e nada de Java." O navegador também foi criticado por ser lento.
Apesar de todas as críticas serem apontadas ao navegador, a conclusão da análise do IGN deixa claro que o problema é o hardware limitado do Nintendo DS.